# Боб Берґер
Боб Берґер (англ. Bob Berger; нар. 12 березня 1960) — колишній американський тенісист.
Найвищу одиночну позицію світового рейтингу — 594 місце досяг 4 січня 1981, парну — 577 місце — 3 січня 1983 року.

## Фінали ATP Челленджер

### Парний розряд: 1 (1–0)
| Результат | Ранг | Дата     | Турнір          | Покриття | Партнер          | Суперники                          | Рахунок  |
| --------- | ---- | -------- | --------------- | -------- | ---------------- | ---------------------------------- | -------- |
| Перемога  | 1.   | Лип 1981 | Санремо, Італія | Ґрунт    | Блейн Вілленборг | Лука Боттацці Франческо Канчелотті | 7–6, 6–3 |